# Theages

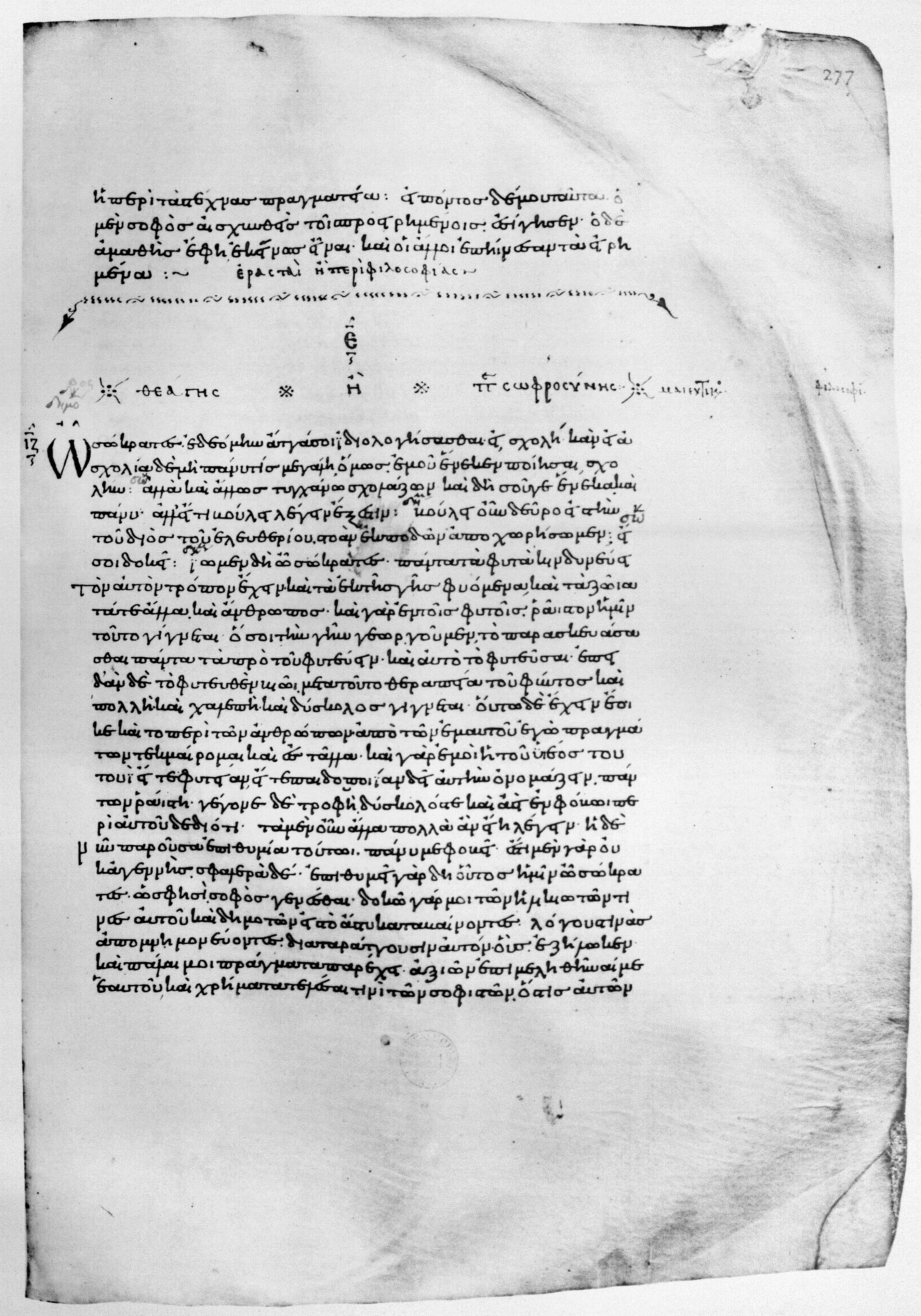
Der Anfang des Theages in der ältesten erhaltenen mittelalterlichen Handschrift, dem 895 geschriebenen Codex Clarkianus (Oxford, Bodleian Library, Clarke 39)

Der Theages (altgriechisch Θεάγης Theágēs) ist ein kurzer literarischer Dialog in altgriechischer Sprache, der bis zum Beginn der Moderne als Werk des Philosophen Platon galt. Seit dem frühen 19. Jahrhundert halten es aber die meisten Forscher für erwiesen, dass der Dialog von einem unbekannten Philosophen stammt. Der Autor gehörte wohl der Platonischen Akademie an oder stand ihr zumindest nahe. Es wird vermutet, dass das Werk im 4. Jahrhundert v. Chr. entstanden ist.
Wiedergegeben wird ein fiktives Gespräch des Philosophen Sokrates mit Demodokos, einem angesehenen Bürger, und dessen Sohn Theages, einem ehrgeizigen jungen Mann. Theages strebt nach einer Ausbildung, die ihn für eine politische Führungsrolle qualifizieren soll. Sein Vater sucht einen Lehrmeister für ihn. Sokrates bewegt Theages zum Nachdenken über die Fragen, worin das begehrte Wissen eigentlich besteht und wozu es benötigt wird. Schließlich erklärt er sich bereit, versuchsweise selbst die Anleitung des Theages zu übernehmen.

## Ort, Zeit, Umstände und Teilnehmer

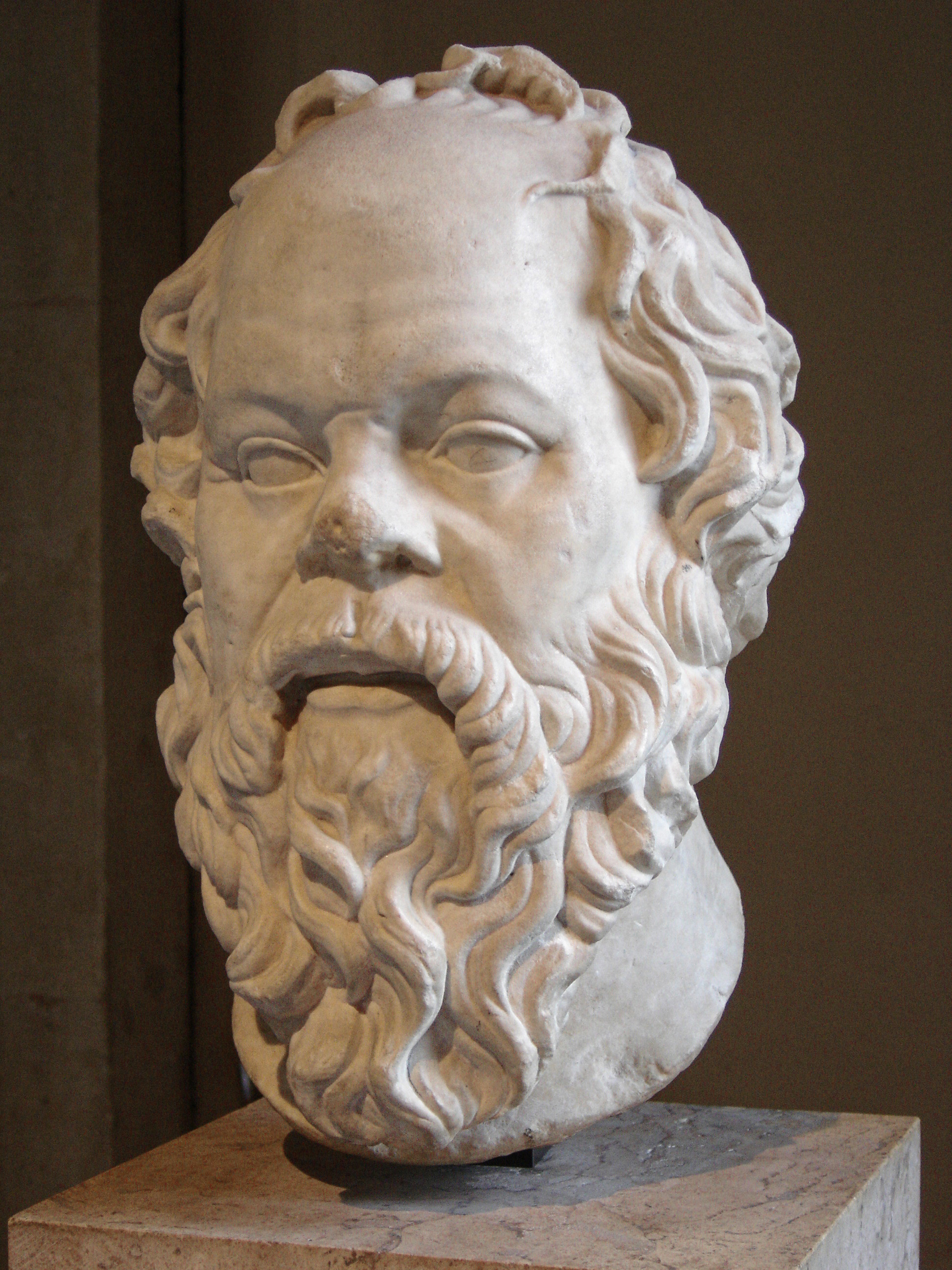
Büste des Sokrates (1. Jahrhundert, Louvre, Paris)

Der Ort der Diskussion ist die Stoa des Zeus Eleutherios, die „Zeus dem Befreier“ geweihte Säulenhalle an der Nordwestecke der Agora von Athen. Einige Hinweise im Dialog deuten auf die Zeit hin: Anscheinend spielt sich das Gespräch im Jahr 409 v. Chr. ab. Demodokos, der als Gutsherr außerhalb der Stadt lebt, hat sich mit seinem Sohn nach Athen begeben, um die Ausbildungsfrage zu klären. Eine Rahmenhandlung fehlt, das fiktive Dialoggeschehen setzt unmittelbar ein und wird durchgängig in direkter Rede mitgeteilt.
Sokrates ist hier ebenso wie in vielen echten Dialogen Platons der überlegene Hinweisgeber, der seinem jeweiligen Gesprächspartner mit seinen Fragen indirekt zu Erkenntnissen verhilft. Er ist der verständnisvolle, aber mitunter auch ironische Helfer und Begleiter junger Menschen bei deren Suche nach Einsicht. Wie bei Platon tritt er auch hier als Gegner von Bildungskonzepten auf, die auf Ruhm und äußerliche Erfolge abzielen. Daneben zeigt sich aber auch ein unplatonischer Zug: Irrationale, nicht vom Willen des Sokrates abhängige Faktoren – sein Charisma und der Einfluss einer übermenschlichen Instanz – spielen bei den didaktischen Erfolgen des Philosophen eine wichtige Rolle, was in authentischen Werken Platons nicht der Fall ist.
Demodokos war eine historische Person. Er stammte aus dem attischen Demos Anagyros und war älter als Sokrates. Vermutlich ist er mit einem gleichnamigen Flottenbefehlshaber, den der Geschichtsschreiber Thukydides erwähnt, zu identifizieren. Dieser Kommandeur war 424 v. Chr. in der nördlichen Ägäis im Einsatz. Der im Theages auftretende Demodokos ist auch die Titelfigur eines literarischen Textes, des pseudo-platonischen (zu Unrecht Platon zugeschriebenen) Demodokos.
Im Dialog wirkt Demodokos unsicher und ist als Ratgeber seines Sohnes überfordert. Er ist zwar selbst ein erfahrener, bewährter Politiker, aber der Aufgabe, auf diesem Gebiet einen geeigneten Lehrmeister für Theages zu finden, ist er nicht gewachsen. In Bildungsfragen kennt er sich nicht aus.
Auch Theages ist keine erfundene Gestalt, sondern hat wirklich gelebt. Platon erwähnt ihn im Dialog Politeia als Philosophen, der eigentlich lieber Politiker wäre, aber durch seinen Gesundheitszustand gezwungen ist, auf politische Betätigung zu verzichten, und daher der Philosophie treu bleibt. Einer Bemerkung in Platons Apologie ist zu entnehmen, dass Theages zur Zeit des Gerichtsverfahrens gegen Sokrates im Frühjahr 399 v. Chr. nicht mehr am Leben war. Somit ist er schon vor seinem dreißigsten Geburtstag gestorben, denn aus dem Theages geht hervor, dass er 409 v. Chr. höchstens etwa achtzehn Jahre alt war.
Als Dialogfigur macht Theages einen teils unbeholfenen, teils kecken Eindruck. In der Kunst des philosophischen Denkens und Diskutierens ist er zwar völlig unerfahren, aber er durchschaut die provozierende Ironie des Sokrates und versteht sie geschickt zu unterlaufen. Sein Wissensdurst ist Ausdruck eines allgemeinen, diffusen Ehrgeizes, der Gedanke an Macht lockt ihn, doch hat er bisher kaum konkret über seinen Lebensweg nachgedacht. Er lässt sich leicht von fremden Meinungen beeindrucken. Ebenso wie sein Vater bringt er Sokrates viel Vertrauen entgegen, obwohl er ihn nicht gut kennt.

## Inhalt
Demodokos bittet Sokrates in einer privaten Angelegenheit um Rat. Er erzählt ihm, dass sein Sohn Theages nach Wissen strebt und daher einen Lehrer benötigt. Mit diesem Wunsch folgt Theages einer bei seinen Altersgenossen grassierenden Mode. In der Oberschicht Athens macht eine umstrittene, junge Menschen faszinierende Bildungsbewegung, die Sophistik, von sich reden. Die Sophisten sind umherziehende Wanderlehrer, die ihre Bildungsangebote anpreisen. Sie versprechen ehrgeizigen jungen Männern, ihnen gegen Entgelt Kenntnisse und Fertigkeiten zu vermitteln, mit denen man Ruhm und politischen Einfluss erlangen könne. Zum politischen Erfolg gehört in der demokratischen Staatsordnung Athens in erster Linie die Fähigkeit, vor der Volksversammlung als Redner zu brillieren und den Willen der versammelten Stimmbürger mit rhetorischem Geschick zu lenken. Schon seit einiger Zeit bedrängt Theages seinen Vater mit der Bitte, ihm den Unterricht bei einem der Sophisten zu bezahlen. Demodokos ist zwar grundsätzlich bereit, dafür Geld auszugeben, doch misstraut er den Sophisten und weiß nicht, wie er ihre Eignung beurteilen und einen von ihnen auswählen soll. Er kennt sich überhaupt nicht aus und betrachtet das sophistische Bildungswesen mit der in konservativen Kreisen verbreiteten Skepsis. Nun hofft er, dass Sokrates ihn vor einer Fehlentscheidung bewahren wird.
Sokrates weist darauf hin, dass es zunächst darauf ankommt, sich darüber zu verständigen, worin das erstrebte Wissen eigentlich besteht und welchem Zweck es dienen soll. Hierüber befragt er den jungen Mann. Es stellt sich heraus, dass Theages davon keine klare Vorstellung hat. Anscheinend steht er nur – wie sein Vater argwöhnt – unter dem Eindruck von Erzählungen seiner Altersgenossen, die vom sophistischen Unterricht schwärmen. Er will Herrschaftswissen erlangen, um in der Stadt die Macht auszuüben. Solche Herrschaft über die Mitbürger ist aber, wie Sokrates nun feststellt, im Prinzip nichts anderes als das, was die Tyrannen, die despotischen Gewaltherrscher mancher Staaten, praktizieren. Das hieße, dass Theages Tyrann von Athen werden will – ein in diesem demokratischen Staat utopisches Ziel, das Sokrates aber scheinbar durchaus ernst nimmt.
Zunächst stimmt Theages zögernd der von Sokrates provozierend zugespitzten Formulierung seines Wunsches zu. Er behauptet sogar, jeder Mensch träume davon, über alle anderen oder zumindest über möglichst viele uneingeschränkt zu herrschen. Am liebsten wäre er, wie er offenherzig bekennt, so mächtig wie ein Gott. Das ist allerdings, wie er hinzufügt, ein bloßer Wunschtraum; seine konkrete Absicht ist weit bescheidener. Er distanziert sich von der Gewaltsamkeit der im demokratischen Athen verabscheuten Tyrannenherrschaft und betont, er wolle nicht durch Zwang, sondern nur mit dem Einverständnis seiner Mitbürger regieren. Vorbilder für solche Machtausübung sind die berühmten demokratischen Staatsmänner Themistokles, Perikles und Kimon. Die Frage ist aber, wie man die dazu erforderliche Befähigung erlangt. Von den erfolgreichen Politikern selbst erhofft Theages keine Belehrung, da sie nicht einmal imstande seien, ihre eigenen Söhne zu tüchtigen Staatsbürgern zu erziehen.
Demodokos und Theages setzen ihre ganze Hoffnung auf Sokrates. Er soll nicht einen der Sophisten empfehlen, sondern selbst die Aufgabe übernehmen, aus Theages einen tüchtigen Mann zu machen, der im Staat Verantwortung übernehmen kann. Sokrates zögert zunächst. Er erklärt, dass der Erfolg nicht von seinem Willen abhänge, sondern von einer göttlichen Fügung. Sein Daimonion, eine innere Stimme, warne ihn seit seiner Kindheit vor eigenen und fremden Fehlern. Die Warnungen hätten sich stets als berechtigt erwiesen. Fortschritte könne Theages als sein Schüler nur dann machen, wenn dies dem Willen der Gottheit entspreche, der durch das Daimonion bekundet werde.
Darauf äußert Theages, dass er es auf einen Versuch ankommen lassen möchte, denn vielleicht ist ihm die Gottheit gewogen. Damit ist Sokrates nun einverstanden.

## Interpretation
Der Autor wirbt nachdrücklich für die sokratische und platonische Philosophie. Er verherrlicht Sokrates, indem er ihn nicht nur als souveränen Gesprächslenker, sondern auch als göttlich inspirierten, charismatischen Mentor darstellt. Damit will er auch dazu beitragen, dass der wegen angeblicher Verführung der Jugend zum Tode verurteilte Philosoph in der Öffentlichkeit rehabilitiert wird. Platons Vorbild folgend lässt er die Sophistik in ungünstigem Licht erscheinen. Er weist auf die kommerzielle Motivation der sophistischen Lehrer hin, sät Zweifel an ihrer Kompetenz und betont die Fragwürdigkeit einer Wissensvermittlung, die auf den als Selbstzweck betrachteten Machtbesitz abzielt. Damit übernimmt er gängige Vorwürfe Platons gegen die Sophisten.
Der Dialog zerfällt in zwei verschiedenartige Teile. Im ersten Teil wird erörtert, welche Art von Wissen einen jungen Mann dazu befähigt, politische Verantwortung zu übernehmen, und bei wem man solche Kenntnisse erwerben kann. Im zweiten Teil geht es um die segensreiche Rolle des Sokrates als Mentor junger Männer und um die beratende und helfende Macht seines Daimonions. Das Daimonion wird hier etwas anders geschildert als in den echten Werken Platons. Bei Platon ist es die innere Stimme des Sokrates, die ihn vor Fehlern warnt. Im Theages wird dieser Aspekt ebenfalls angesprochen, doch ist die Funktion des inneren Ratgebers stark ausgeweitet. Das Daimonion beschränkt sich in diesem Dialog nicht auf Warnungen, die persönliche Entscheidungen des Sokrates betreffen, sondern es ermöglicht dem Philosophen auch, gewichtige Voraussagen über fremde Schicksale und den Ausgang militärischer Unternehmungen zu machen. Damit verleiht die Gottheit, die hinter dem Daimonion steht, den Worten des Sokrates eine zusätzliche Autorität, die über seine philosophische Kompetenz hinausreicht.

## Verfasser und Entstehungszeit
In der modernen Forschung hat sich schon im 19. Jahrhundert die Überzeugung durchgesetzt, dass der Theages nicht von Platon verfasst wurde, sondern von einem unbekannten Platoniker, der wohl im 4. Jahrhundert v. Chr. tätig war. Dafür wird unter anderem geltend gemacht, es fehle dem Dialog an philosophischer Tiefe. Ein weiteres Argument lautet, das Daimonion werde anders dargestellt als in den echten Werken Platons. Als unplatonisch wird auch die positive Einschätzung einer anscheinend als Selbstzweck aufgefassten Debattierkunst bezeichnet. Zudem wird darauf hingewiesen, dass die Gestalt des Sokrates auf unplatonische Weise legendenhaft überhöht sei. Das offene, drastische Selbstlob des Sokrates im Theages widerspreche der in Platons Werken betonten Bescheidenheit des Philosophen. Ein Argument gegen die Echtheit ergibt sich auch aus den zahlreichen Anspielungen auf Stellen in Schriften Platons, die im Theages zu finden sind. Zu diesen Schriften zählt auch der Theaitetos, ein relativ spät entstandenes Werk Platons. Demnach käme für den Theages, wenn er echt wäre, nur eine Spätdatierung in Betracht. Das passt aber nicht zu Sprache, Stil, Struktur und Thema, die zu einer Einordnung unter die frühen Werke führen müssten.
Dennoch haben im 20. Jahrhundert einige Stimmen dafür plädiert, das kleine Werk Platon zuzusprechen. Andere Forscher schließen die Echtheit zumindest nicht aus.

## Textüberlieferung
Die direkte antike Textüberlieferung beschränkt sich auf kurze Fragmente einer Papyrus-Handschrift des 2. Jahrhunderts v. Chr.
Die mittelalterliche handschriftliche Überlieferung setzt erst am Ende des 9. Jahrhunderts ein. Die älteste mittelalterliche Handschrift ist der berühmte Codex Clarkianus, den Arethas von Caesarea 895 anfertigen ließ. Die nachantike Textüberlieferung besteht aus 37 Handschriften, die im Zeitraum vom 9. bis zum 16. Jahrhundert angefertigt wurden.

## Rezeption
Antike und Mittelalter
In der Antike wurde die Zuschreibung an Platon nicht in Zweifel gezogen. In der Tetralogienordnung der platonischen Werke, die wohl im 1. Jahrhundert v. Chr. eingeführt wurde, gehört der Theages zur fünften Tetralogie. Der Doxograph Diogenes Laertios reihte ihn unter die „maieutischen“ Dialoge ein und gab als Alternativtitel „Über die Philosophie“ an. Dabei berief er sich auf eine heute verlorene Schrift des Mittelplatonikers Thrasyllos.
Der Geschichtsschreiber und Philosoph Plutarch, der sich zur Tradition des Platonismus bekannte, soll eine Abhandlung verfasst haben, deren Titel mit Über Platons Theages oder – wohl besser – Zur Verteidigung von Platons Theages übersetzt wird. Ob er tatsächlich der Autor dieses heute verlorenen Werks ist, ist in der Forschung umstritten. Einer Hypothese zufolge handelte es sich um eine Verteidigung des Theages gegen die Kritik eines Epikureers, der wohl an der im Dialog beschriebenen Rolle des Daimonions Anstoß nahm und Sokrates Anmaßung vorwarf. In seiner Lebensbeschreibung des Politikers und Heerführers Nikias berichtet Plutarch, der Darstellung im Theages folgend, das Daimonion des Sokrates habe den katastrophalen Ausgang der Sizilienexpedition der Athener vorausgesagt.
Im Mittelalter hatten die Gelehrten West- und Mitteleuropas keinen Zugang zum Text des Dialogs. Im Byzantinischen Reich hingegen waren Abschriften vorhanden.
Neuzeit

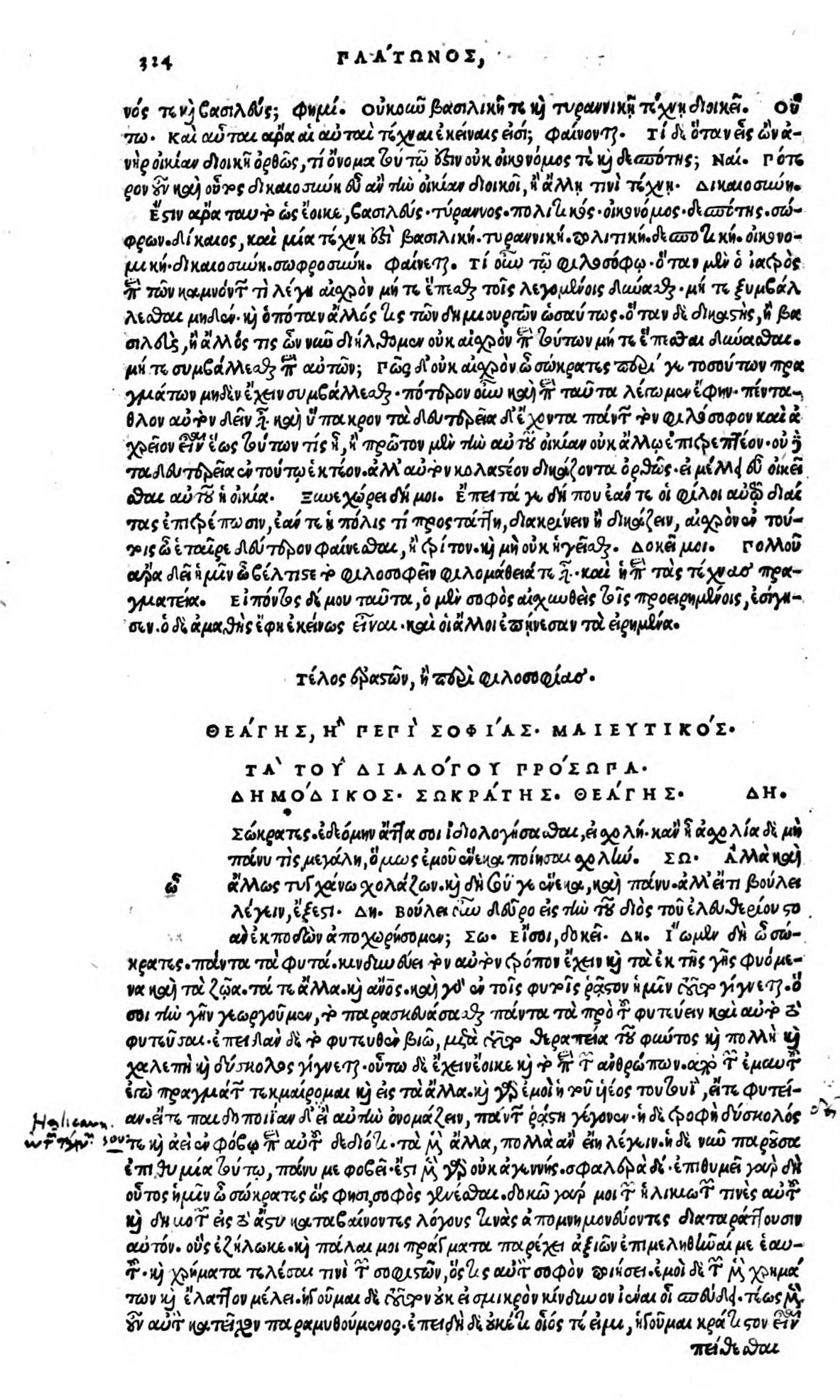
Der Anfang des Theages in der Erstausgabe, Venedig 1513

Im Westen wurde der Theages im Zeitalter des Renaissance-Humanismus wiederentdeckt. Der Humanist Marsilio Ficino hielt ihn für echt und übersetzte ihn ins Lateinische. Er veröffentlichte den lateinischen Text 1484 in Florenz in der Gesamtausgabe seiner Platon-Übersetzungen und machte den Dialog damit dem gebildeten Lesepublikum zugänglich.
Die Erstausgabe des griechischen Textes erschien im September 1513 in Venedig bei Aldo Manuzio als Teil der ersten Gesamtausgabe der Werke Platons. Der Herausgeber war Markos Musuros. Auch in den folgenden Jahrhunderten nahm der Theages unangefochten einen Platz unter Platons Dialogen ein.
Erst zu Beginn des 19. Jahrhunderts wurde die Authentizität des Dialogs bestritten. Nachdem sich schon Ludwig Friedrich Heindorf (1802) und August Boeckh (1806) mit knappen Worten gegen die Echtheit des Theages ausgesprochen hatten, nahm 1809 der namhafte Platon-Übersetzer Friedrich Schleiermacher vehement in diesem Sinne Stellung. Schleiermacher war der erste Gelehrte, der die Bestreitung der Echtheit eingehend begründete. In der Einleitung zu seiner Übersetzung des Dialogs fällte er ein vernichtendes Urteil. Er schrieb, der „schlechte Nachahmer“ Platons sehe „nur zu sehr hervor unter seiner Maske“; sein Sokrates häufe „auf die langweiligste Art, tölpisch […] nachäffend“ unbrauchbare Beispiele an.
Friedrich Nietzsche zitierte zustimmend die Behauptung der Dialogfigur Theages, jeder wolle möglichst Herr aller Menschen und am liebsten Gott sein. Dazu bemerkte er: „Diese Gesinnung muss wieder da sein.“
Die literarische Qualität des Dialogs wird in der modernen Forschung relativ günstig beurteilt. Der Stil des unbekannten Autors gilt als gelungene Nachahmung des platonischen. Carl Werner Müller meint, der Verfasser habe mit bemerkenswertem Geschick Vorgegebenes abgewandelt und unterschiedliche Motive der sokratischen Literatur miteinander verknüpft. Klaus Döring bescheinigt dem Verfasser literarisches und didaktisches Geschick. Jacques Bailly weist jedoch darauf hin, dass der Theages als literarisches Werk neben seinen anziehenden Aspekten auch erhebliche Mängel in der dramatischen Komposition aufweise.

## Ausgaben und Übersetzungen (teilweise mit Kommentar)
- Jacques Bailly (Hrsg.): The Socratic Theages. Introduction, English Translation, Greek Text and Commentary. Olms, Hildesheim 2004, ISBN 3-487-12694-X (griechischer Text nach der Ausgabe von Joyal [2000], ohne den kritischen Apparat)
- Klaus Döring (Übersetzer): [Platon]: Theages. Übersetzung und Kommentar (= Platon: Werke, hrsg. von Ernst Heitsch und Carl Werner Müller, Bd. V 1). Vandenhoeck & Ruprecht, Göttingen 2004, ISBN 3-525-30416-1
- Mark Joyal (Hrsg.): The Platonic Theages. An Introduction, Commentary and Critical Edition (= Philosophie der Antike, Bd. 10). Franz Steiner, Stuttgart 2000, ISBN 3-515-07230-6 (maßgebliche Edition)
- Franz Susemihl (Übersetzer): Theages. In: Erich Loewenthal (Hrsg.): Platon: Sämtliche Werke in drei Bänden, Bd. 2, unveränderter Nachdruck der 8., durchgesehenen Auflage, Wissenschaftliche Buchgesellschaft, Darmstadt 2004, ISBN 3-534-17918-8, S. 853–868
- Helmut von den Steinen (Übersetzer): Platonica I. Kleitophon, Theages. Eine Einführung bei Sokrates, herausgegeben von Torsten Israel. Queich-Verlag, Germersheim 2012, ISBN 978-3-939207-12-2, S. 47–88 (zwei szenisch gestaltete künstlerische Übertragungen)